# Dây đồng quả láng
Ventilago leiocarpa là một loài thực vật có hoa trong họ Táo. Loài này được Benth. miêu tả khoa học đầu tiên năm 1861.